# Exit (film fra 2023)
|  | Denne artikel er oprettet af botten Steenthbot ud fra en ekstern database. Den kan derfor have sproglige fejl eller mangler. Denne skabelon kan fjernes efter kontrol af indholdet. |

Exit er en dansk filmskolefilm fra 2023 instrueret af Julius von Kauffmann.

## Handling
Da bandemedlemmet Kasper finder ud af at han skal være far, tager han en drastisk beslutning om at starte i politiets exit-program. Men hurtigt føler Kaspers sig isoleret og ensom, og hans viljestyrke bliver sat på prøve. Kasper har nemlig mere end svært ved at overholde de regler politimanden, Anis, har sat op for ham. Og da Kasper i en blandingsrus af hash og paranoia, forveksler Anis med et bandemedlem, ender de i en fysisk konfrontation, som får Anis til at så tvivl, om Kasper er parat til at forlade bandemiljøet.

## Medvirkende
- Christoffer Hvidberg Rønje, Kasper
- Alvin Olid Bursøe, Anis